# Delfina Benigna da Cunha
Delfina Benigna da Cunha (Brasil Colonial, 17 de junho de 1791 — Rio de Janeiro, 13 de abril de 1857) foi uma poetisa brasileira.
É tida como figura de destaque nas manifestações fundadoras da literatura gaúcha, embora a posição que ocupe na historiografia literária sulina seja hoje periféria, em razão da retração crítica que seu valor literário sofreu no decorrer do tempo.
Além disso, seu nome se encontra citado no livro Mulheres Ilustres do Brasil (1899), de Ignez Sabino, a qual enaltece a expressão do sentimento da poetisa.

## Biografia
Nascida na Estância do Pontal, em São José do Norte, Delfina era filha de Joaquim Fernandes da Cunha, capitão-mor da guarda portuguesa local, responsável pela guarda do litoral, e Maria Francisca de Paula e Cunha, sendo a oitava de novo filhos .
Aos vinte meses de vida, ela foi completamente privada da visão, devido a uma epidemia de varíola que afligiu a região. Apesar disso, recebeu uma sólida educação, enraizada na cultura clássica e portuguesa, que tornou possível sua formação intelectual.
Aos doze anos, já estaria alfabetizada e escrevendo poemas, como "Colcheia escrita aos doze anos de idade", extraído do livro Vozes Femininas da Poesia Brasileira (Cons. Est. de Cultura, 1959, São Paulo)
| “ | A Natureza e o Amor Combatem minha razão. Até Júpiter, Senhor De tudo quanto há criado, Estreitamente é ligado À Natureza e Amor. Se este Deus, que é superior Vive sujeito à paixão: Como há de o meu coração Libertar-se deste mal, Se Amor com arma fatal Combate a minha razão? | ” |

Com a morte do pai em 30 de agosto de 1825, Delfina da Cunha perdeu seu amparo financeiro, mas conseguiu obter uma pensão vitalícia de D. Pedro I, em reconhecimento dos serviços militares de seu pai, após escrever um soneto-apelo ao imperador, garantindo, assim, sua sobrevivência.
Publicada em 1834, sua obra de estreia, Poesias oferecidas às senhoras rio-grandenses, foi por muito tempo considerada por historiadores e críticos a primeira obra a ser impressa no Rio Grande do Sul. Todavia, pesquisas de Domingos Carvalho da Silva mostraram que foi Maria Clemência da Silveira Sampaio quem teve essa primazia.
Quando a Revolução Farroupilha irrompeu em 1835, Delfina da Cunha, que era monarquista, partiu para o Rio de Janeiro, onde permaneceu até fins de 1845, quando do término da guerra. Sua última obra de poesia, Coleção de várias Poesias dedicadas à Imperatriz Viúva, foi lançada em 1846, pela tipografia Universal de Laemmert.
Em 1857, faleceu no Rio de Janeiro, aos sessenta e cinco anos de idade.
Em 1994, Stella Leonardos publica o O romanceiro de Delfina, pelo Instituto Estadual do Livro, um romance histórico com a poetisa como protagonista.